# Design of a Decade 1986/1996 (video)
Design of a Decade 1986/1996 is een videocompilatie van de Amerikaanse zangeres Janet Jackson.
De compilatie werd op 10 oktober 1995 uitgebracht en was Jacksons tweede muziekvideocompilatie die onder A&M Records werd uitgebracht. De clips zijn afkomstig van de eerste zes singles van Control, de zeven singles van Janet Jackson's Rhythm Nation 1814 en de eerste single van het janet. album: "That's the Way Love Goes". De compilatie kwam tegelijkertijd uit met "de cd-versie met dezelfde naam". Eerst kwam de compilatie uit op VHS en Laserdisc om daarna op 4 december 2001 op dvd uit te komen.

## Track listing
1. "What Have You Done for Me Lately" (Piers Ashworth, Brian Jones)
2. "Nasty" (Mary Lambert)
3. "When I Think of You" (Julien Temple)
4. "Control" (Mary Lambert)
5. "Let's Wait Awhile" (Dominic Sena)
6. "The Pleasure Principle" (Dominic Sena)
7. "Miss You Much" (Dominic Sena)
8. "Rhythm Nation" (Dominic Sena)
9. "Escapade" (Peter Smillie)
10. "Alright" (Julien Temple)
11. "Come Back to Me" (Dominic Sena)
12. "Black Cat" (Wayne Isham)
13. "Love Will Never Do (Without You)" (Herb Ritts)
14. "That's the Way Love Goes" (Rene Elizondo)
15. "Whoops Now" (Yuri Elizondo)
16. "Runaway" (Marcus Nispel)
17. "Runaway" Documentaire